# Каррапатозу, Эурику
Эурику Каррапатозу (порт. Eurico Carrapatoso; род.15 февраля 1962, Мирандела) — португальский композитор и музыкальный педагог, трижды представлял Португалию на Международной трибуне композиторов, организованной ЮНЕСКО (1998, 1999, 2006).

## Биография
- 1985: Степень бакалавра истории — Университет Порту
- 1986: Профессор экономической и социальной истории — Университет Порту
- 1995: Профессор композиции в Высшей школе музыки в Лиссабоне
- 1998: Премия Лопиша-Грасы
- 1999: Премия Франсиско де Ласерды
- 2001: Премия Национальной самобытности
- 2004: Командор ордена Инфанте Дона Энрике

## Избранные работы
Камерная музыка
- Пять подношения
- Пять миниатюр
- Пять афоризмы
- Зеркало души

Симфоническая музыка
- Das Ewig-Weibliche (струнные смычковые)
- Сокрушаться о смерти Jorge Peixinho (большого оркестра)
- Неограниченное количество выражений режимы (струнные смычковые)
- Aver-o-Mar (оркестр)
- музыка для двух богов Олимпа (оркестр)
- Диптих (оркестр)
- Tempus fugit (большого оркестра)
- Маленькая лирическая музыка (струнные смычковые)

Опера
- «Лес», текст Софии де Мелло Брейнер
- «Смерть Людвига II Баварского», текст Бернарду Суариша (Фернандо Пессоа)
- «Сабина», текст Мануэла Тейшейры Гомиша

Симфонические хоровой музыки
- В раю
- Псалом 150
- Реквием памяти С Мануэль

Духовной хоровой музыки
- Рождественские мотеты
- Мотеты страсти Христа
- Stabat Mater
- Missa sine nomine

Хоровая музыка
- Небольшие стихотворения Мелло Брейнер, София де
- Четыре Португалии народные песни
- Что рассказывает мне Ветер Серпа
- Что рассказывает мне Ветер Миранда-ду-Дору
- что рассказывает мне Ветер Обидуш
- Что рассказывает мне тропических Ветер